# Jota Benz
José Luis Benzaquen Carpena (Lima, 18 de julio de 1992), conocido como Jota Benz, es una personalidad de televisión, cantante y compositor peruano. Alcanzó reconocimiento por haber sido parte de los programas de telerrealidad de su país.

## Biografía

### Primeros años
Proveniente de una familia de clase baja, vivió sus primeros años en Chiclayo. Años después, Benzaquén se mudaría a Estados Unidos, junto a su familia, en el cual recibió ayuda de un centro de refugiados y viviendo en condiciones precarias. A los ocho años, se instaló en Canadá, donde comenzaría a trabajar como reciclador, para colaborar con la economía familiar, además de haber realizado diferentes oficios.

### Trayectoria
Pero fue a partir del año 2015, cuando Benzaquén regresaría al Perú, en el cual probaría suerte en la televisión nacional, participando en el reparto principal del programa de telerrealidad peruano Bienvenida la tarde bajo el nombre de Jota Benz, añadiendo la inicial de su nombre real «J» y el acortamiento de su apellido paterno: «Benz». En el dicho espacio, se desempeñó en el rol de competidor, logrando así alcanzar al estrellato. Tiempo más tarde, se sumaría a los formatos del mismo género Verano extremo (2016), Reto de campeones (2016), Combate (2017-2018) y Esto es guerra (2019-2022; 2023; 2025), además de participar ocasionalmente como invitado de otros programas de televisión. 
En el año 2016, optó su interés en la música, haciendo su debut como cantante formando el dúo de reguetón Gino & Jota, al lado de su hermano mayor, la estrella de telerrealidad Gino Assereto, con quien lanzó el tema musical «La digna», obteniendo una gran aceptación. Volvió a trabajar con Assereto en la elaboración de sus siguientes sencillos: «Hasta cuando», «Reguetón Perú», «Cuando yo le doy» y «Bésame» durante los años 2018 y 2020. Seguidamente, en 2019, comenzaría a prestar colaboraciones con otros artistas locales participando en los temas musicales «3S» y «Rapa papam» con el cantautor Edgar Aguirre, y «Hasta el amanecer», al lado de Thamara Gómez.
Tras la separación de su grupo musical, en 2020, Benz continuó su carrera artística como solista, lanzando su primer sencillo en solitario, «Consciencia», añadiendo el subgénero freestyle, además de interpretar su siguiente proyecto: «2/14». En ese mismo año, prestó su colaboración con Corazón Serrano y Deyvis Orosco para elaborar el proyecto Amor a primera vista en formato de cumbia peruana.
En el año 2021, estrenó el LP Naki, comprendiendo los temas «Hater» y «Pa' que me respeten». En ese mismo año, lanza su siguiente sencillo, «Tumbao», consolidándose así en el género reguetón.
Al año siguiente, fue telonero del concierto realizado en el recinto local El Jardín de la Cerveza en la capital Lima, donde se presentaron artistas internacionales como Los Auténticos Decadentes, Danny Ocean, J Balvin y Los 4 de Cuba. Sin embargo, Benzaquén recibió críticas del público por su pasado en programas de telerrealidad, especialmente el de la presentadora de espectáculos Magaly Medina, afirmando que «nadie lo conocía» durante su presentación en el concierto mencionado y la forma que cantaba. Previo a ello, Benz interpreta con Mario Hart y Yamal el tema «Somos libres, seámoslo siempre» en 2021 mediante la conyuntura de las elecciones presidenciales de su país.
En ese año, lanza el LP Switch, con el rapero peruano Jota Shoy, donde comprendió el tema homónimo, retomando el estilo musical freestyle rap.
En el año 2023, Benz incursiona como locutor de radio, siendo incluido en el programa radial El búnker, por la emisora Onda Cero, asumiendo el rol de presentador del dicho espacio al lado de Mariana Espinoza, en el cual recibió la nominación en la categoría conductor radial matutino 2023 por parte de los Premios El Popular, sin conseguir el éxito. Adicionalmente, retoma su carrera musical lanzando «Baila conmigo» con la colaboración de Milena Warthon y Alex Kemp. Y posteriormente «VT», con Atina, este último, tema de su autoría. Además, prestaría su colaboración con Kiwan y Eix para elaborar la canción «Vente pal'k» ese año.
Participó junto a su pareja sentimental, la exestrella de telerrealidad Angie Arizaga, en el reality culinario El gran chef famosos en 2024. Volvió a participar en solitario a finales de año, siendo ganador en la temporada 11, superando al cantante y personalidad de televisión Ricky Trevitazzo. Debido al contrato de exclusividad, Benz volvió a Esto es guerra un día después de obtener la victoria en el reality culinario.

## Discografía

### LP
- 2019: Rapa papam
- 2019: 3S
- 2019: Nosequé
- 2019: Hasta el amanecer
- 2020: Bésame
- 2020: Consciencia
- 2020: Amor a primera vista
- 2021: Tumbao
- 2021: 2/14
- 2021: Naki
- 2021: Somos libres, seámoslo siempre
- 2021: Hater
- 2021: Me enamoré
- 2021: Pa' que me respeten
- 2021: Cuando tu quieras
- 2021: Switch
- 2021: XFA
- 2022: Pensando en ti
- 2022: Tu recluso
- 2022: La despedida
- 2022: Ángel guardián
- 2022: Ahora
- 2023: Bailar conmigo
- 2023: Principesa
- 2023: Vente pal'k
- 2023: Duro (remix)
- 2023: VT
- 2023: Careta

## Créditos

### Televisión
| Año        | Título                 | Rol                         | Canal                        |
| ---------- | ---------------------- | --------------------------- | ---------------------------- |
| 2015       | Bienvenida la tarde    | Competidor                  | Latina Televisión            |
| 2016       | Verano extremo         | Competidor                  | Latina Televisión            |
| 2016       | Reto de campeones      | Competidor                  | Latina Televisión            |
| 2017-2018  | Combate                | Competidor                  | ATV                          |
| 2017       | El origen del origen   | Competidor                  | ATV                          |
| 2019-2022  | Esto es guerra         | Competidor                  | América Televisión           |
| 2023       | Esto es guerra         | Competidor                  | América Televisión           |
| desde 2025 | Esto es guerra         | Competidor                  | América Televisión           |
| 2021       | Guerra Perú vs. México | Competidor                  | Canal 5 y América Televisión |
| 2022       | Esto es Habacilar      | Modelo y parte del elenco   | América Televisión           |
| 2024       | El gran chef famosos   | Participante (temporada 6)  | Latina Televisión            |
| 2024-2025  | El gran chef famosos   | Participante (temporada 11) | Latina Televisión            |

### Radio
| Año        | Título    | Rol                   | Radio     |
| ---------- | --------- | --------------------- | --------- |
| 2023-2024  | El búnker | Presentador y locutor | Onda Cero |
| desde 2025 | El flow   | Presentador y locutor | La Zona   |

## Premios y nominaciones
| Año  | Premios                          | Categoría                 | Resultado | Ref.   |
| ---- | -------------------------------- | ------------------------- | --------- | ------ |
| 2023 | Premios El Popular de El Popular | Conductor radial matutino | Nominado  | [ 16 ] |